# Ambre Vourvahis
Ambre Vourvahis (* 3. července 1992, Athény) je řecko-francouzská zpěvačka. Od roku 2022 působí jako hlavní zpěvačka v německé symphonic metalové skupině Xandria. 

## Život

### Mládí a začátek kariéry
Ambre Vourvahis se narodila 3. července 1992 (některé zdroje úváději rok 1993) v řeckých Athénách, ale vyrůstala ve Francii. Již v dětství vystupovala ve školním sboru a i doma se pokoušela rozvíjet své pěvecké dovednosti. Později začala docházet na soukromé hodiny zpěvu. V dětství poslouchala popovou a rockovou muziku, především řecký pop a britský rock, avšak přibližně v jedenácti letech se setkala s metalovým žánrem a nejvíce ji inspirovaly symphonic metalové kapely jako Nightwish a Within Temptation. Později ji zaujaly i tvrdší žánry a kapely jako extreme metaloví Cradle of Filth nebo black metalová skupina Dimmu Borgir. Zpívat a skládat hudbu údajně toužila už od mládí. Ambre po střední škole studovala literaturu a filozofii,  přičemž studium zakončila titulem z filozofie. Jak uvedla v interview pro německý metalový magazín Lords of Metal, na skupinu Xandria narazila již v mládí, dlouho předtím než se stala její frontmankou.

Svou pěveckou kariéru zahájila účastmi na mnoha menších hudebních projektech, širší veřejnosti prakticky neznámých. Před svým působením v Xandrii již byla na metalové scéně poměrně aktivní a vybudovala si vztahy s mnoha kolegy, včetně Marca Heubauma. Krátce před příchodem do Xandrie se například podílela na albech řecko-kanadské progresivní metalové kapely Fragment Soul.

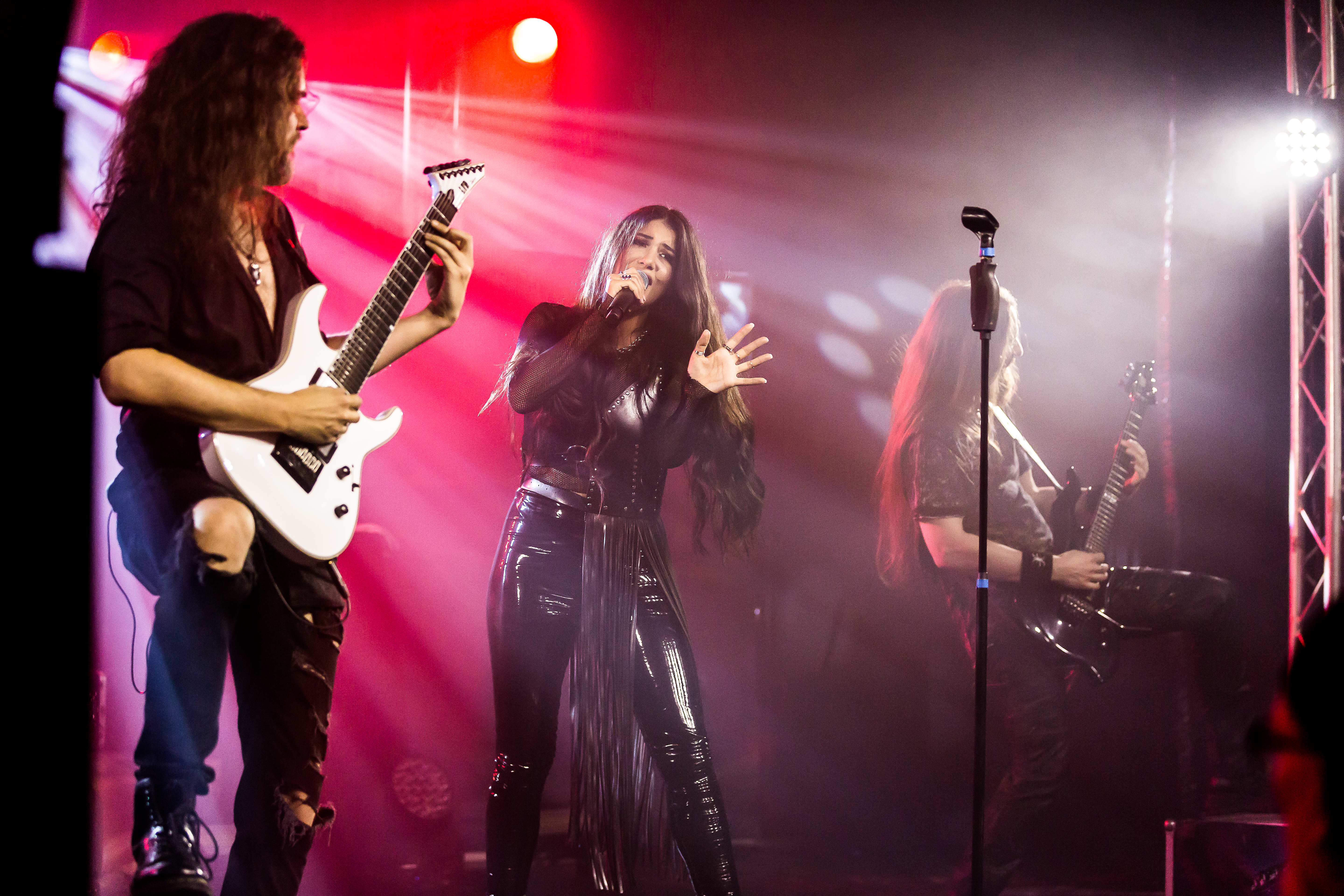
Ambre Vourvahis se skupinou Xandria (2022)

### Xandria
Ambre Vourvahis se s kytaristou a klávesistou Marcem Heubaumem znala již dříve a pravidelně se na scéně potkávali. Společně pracovali i na několika vedlejších projektech. Při výběru zpěvačky pro obnovení skupiny Xandria, pro něj tedy byla hlavní kandidátkou. Po pěti letech od rozpadu Xandrie ji tedy Heubaum oslovil, zda by se s ním nepokusila skupinu obnovit. Od roku 2020 s ním začala spolupracovat na prvním skladbách a s vydáním prvního singlu „Reborn“ z připravovaného nového alba se v červnu 2022 stala oficiálním členem kapely. V roce 2022 tak v kapele nahradila zpěvačku Dianne van Giersbergenovou. Kapela od téhož roku začala vystupovat (kromě Heubaumema) se zcela novou sestavou.
Ambre je stále aktivní i jako sólová zpěvačka a podílela se například na skladbě „The Hourglass“ (2023) od gothic metalové kapely Mortemia nebo na skladbě „As Night Descends“ (2024) od symphonic metalové kapely Aria Blake.

## Styl zpěvu a psaní textů

### Zpěv
Ambre Vourvahis již v mládí se svým hlasem různě experimentovala. V rozhovoru pro magazín This Day in Metal například popsala, jak se jako náctiletá pokoušela zpívat ve stylu growling a napodopit tak deathmetalovou kapelu Amorphis. I dnes se svou techniku zpěvu snaží stále zdokonalovat a co nejvíce využít svůj hlasový potenciál, nyní však výhradně za pomoci svého hlasové kouče.
Najraději zpíva čistě, v popovém stylu, ale podle svých slov si užívá také klasický styl zpěu i growling.

### Textařina
Na albu The Wonders Still Awaiting složila text ke skladbám „Ghosts“, „Paradise“, „Mirror Of Time“, „Scars“ a „Astéria“. Zatímco její kolega Marco Heubaum píše texty se sociálním či politickým zaměřením, Ambre Vourvahis se věnuje spíše osobnějším tématům.

## Soukromý život
Ambre Vourvahis žije v Německu ve městě Bielefeld. Ačkoliv žije v Německu, němčinu podle svých slov stále zcela neovládá a se členy kapely komunikuje plynně anglicky. V angličtině také skládá a zpívá naprostou většinu písní.
Její oblíbenou zpěvačkou je Cammie Gilbert z progresivní metalové skupiny Oceans of Slumber a jak uvedla v rozhovoru pro časopis MetalGossip, obdivuje také Floor Jansen z kapely Nightwish. Dále uvedla, že velkou inspirací pro ni byl zpěvák Tomi Joutsen z kapely Amorphis a také symphonic metalové kapely Within Temptation a Delain. Ambre Vourvahis je obecně velkým fanouškem gotického, progresivního i black metalu a její další vášní, kromě hudby, je i vaření, cestování a poznávání nových míst.

## Galerie

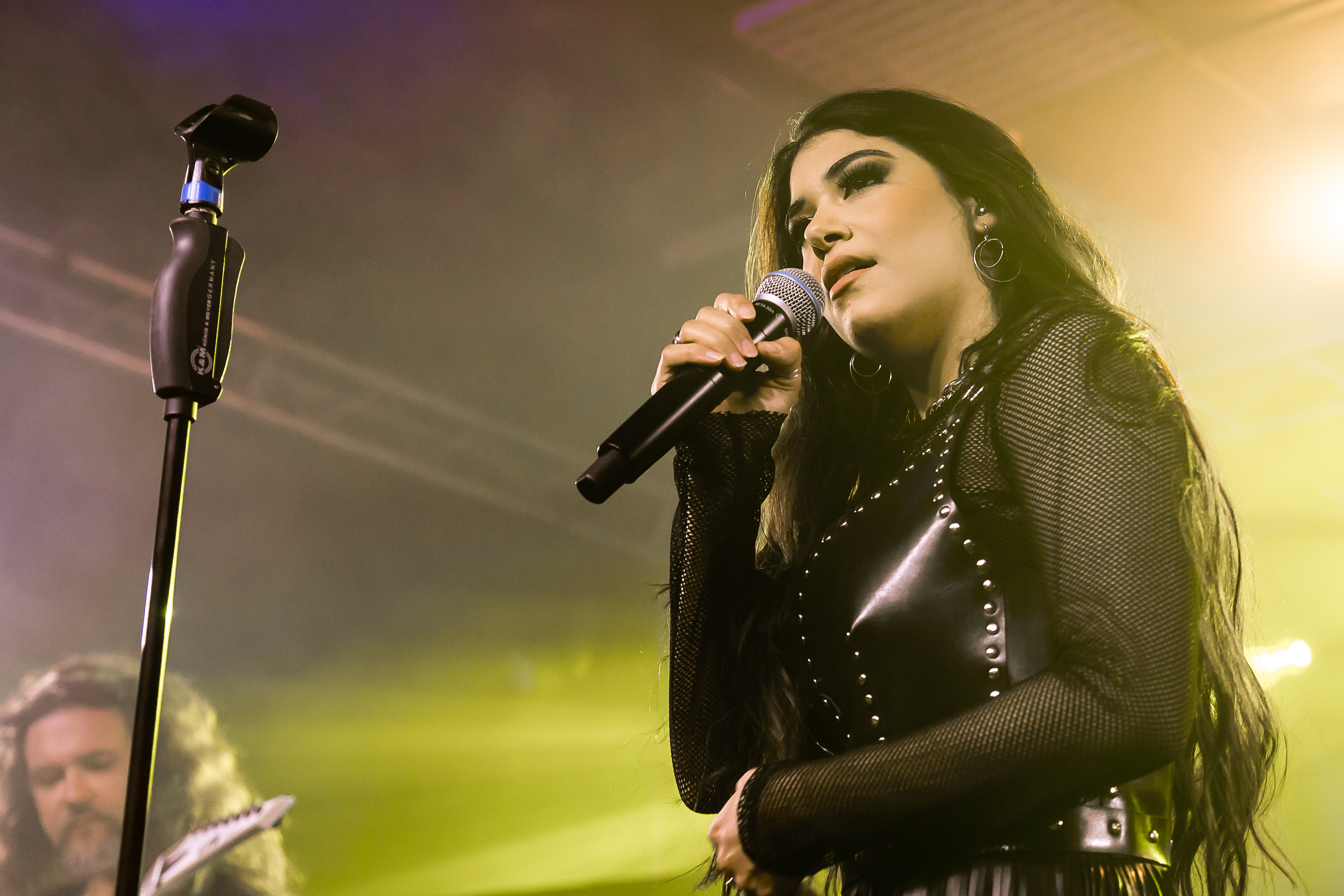
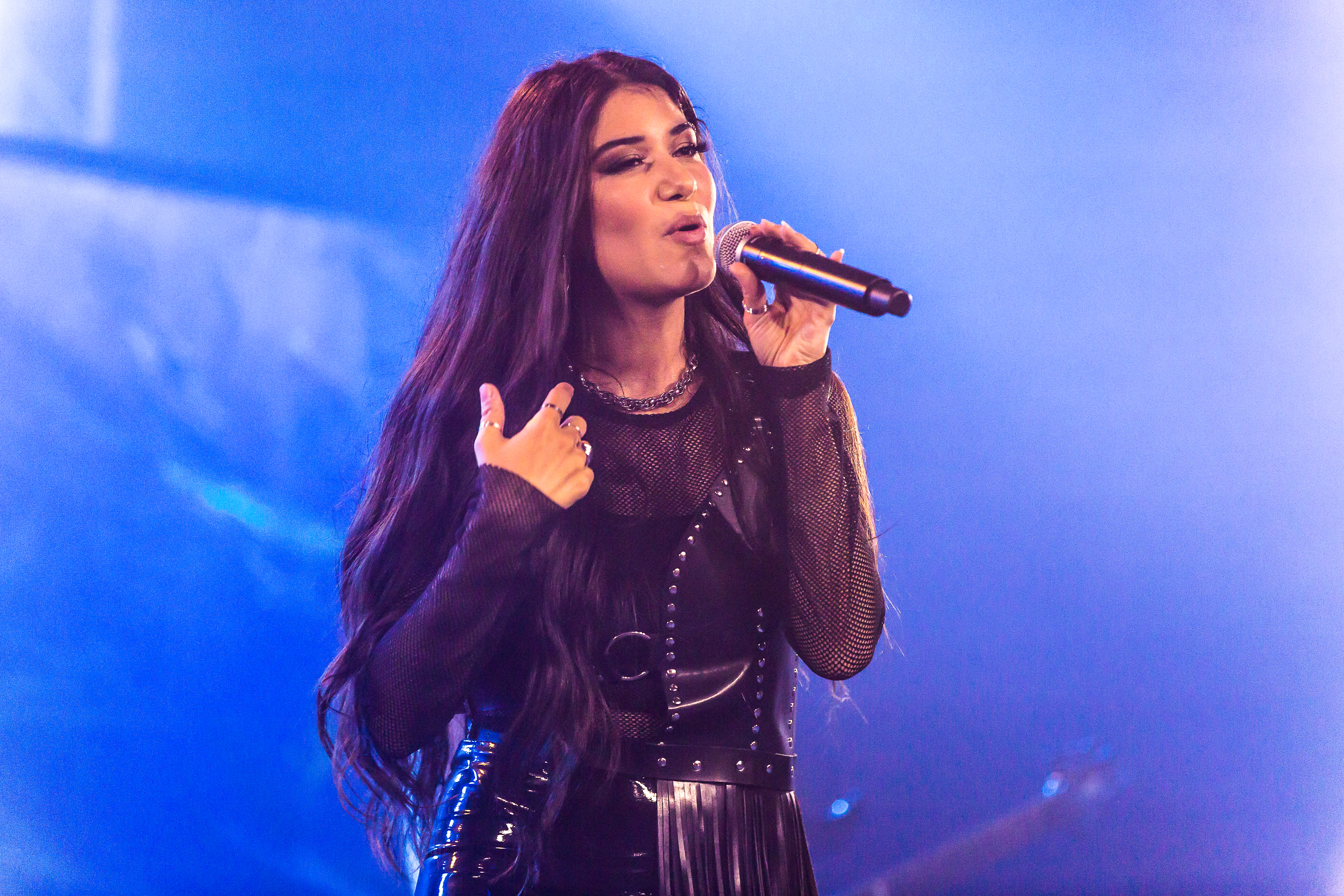
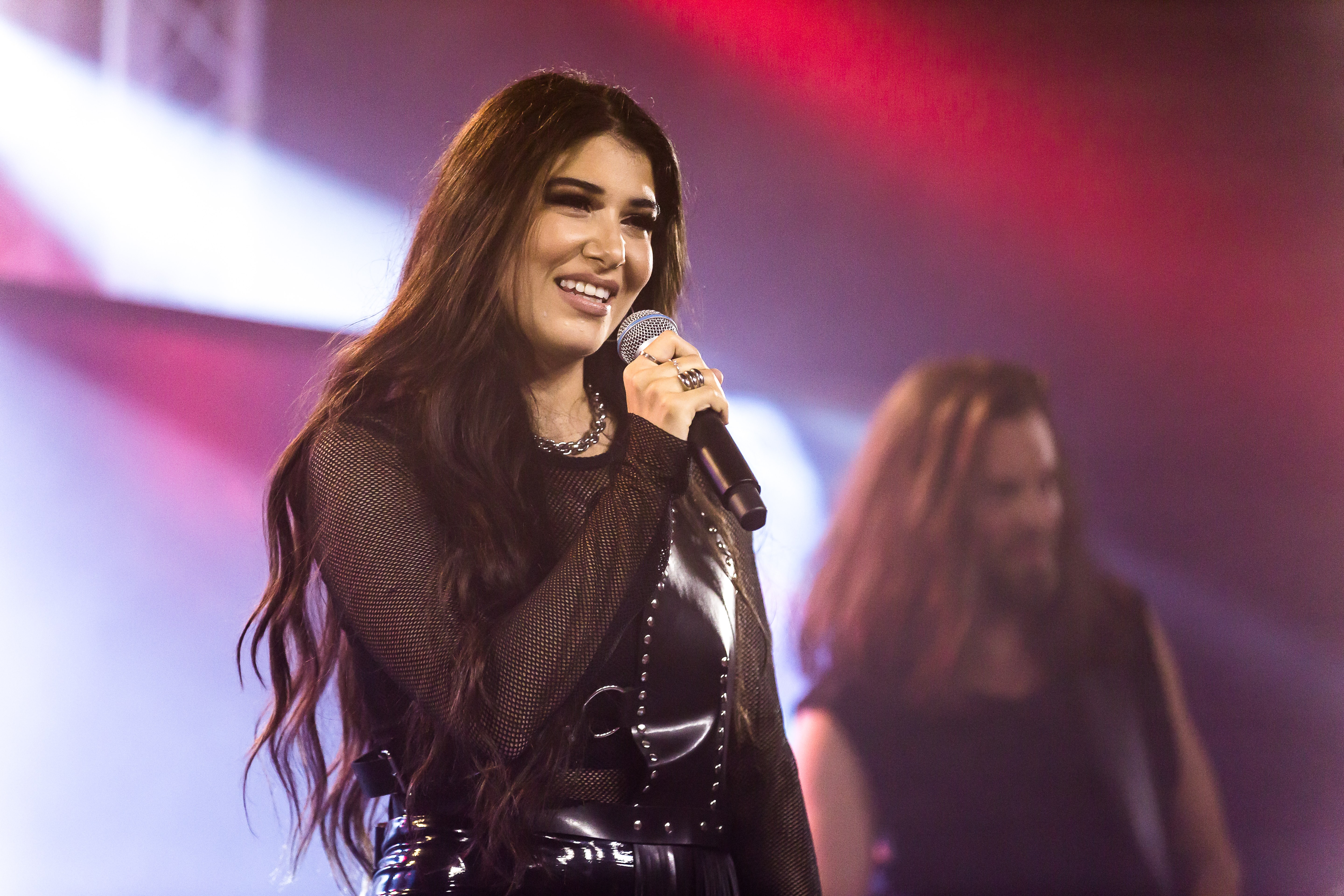
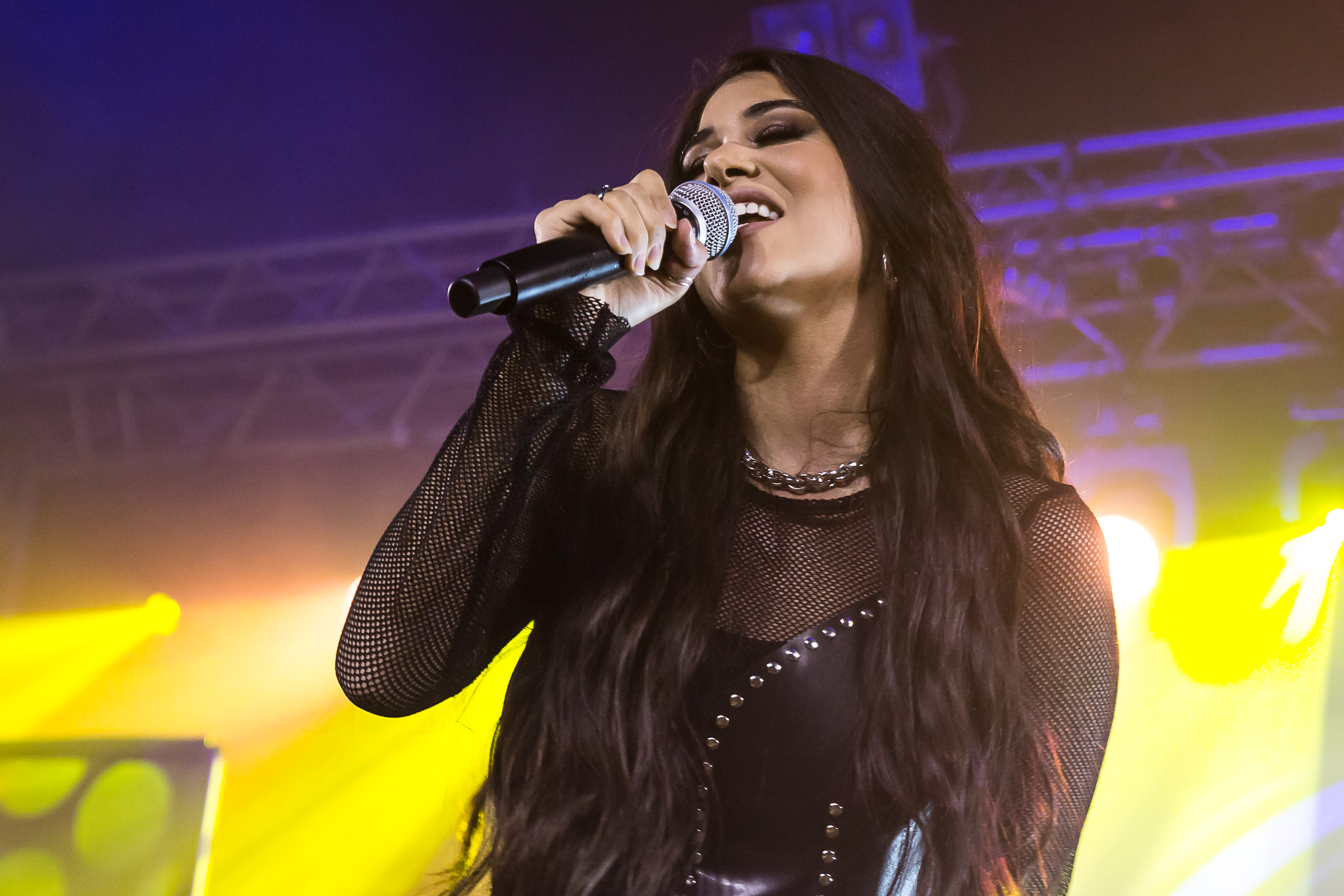

## Diskografie
| Alba - 2023 The Wonders Still Awaiting - 2024 Universal Tales Singly a EP alba - 2022 „Reborn“ - 2022 „You Will Never Be Our God“ - 2022 „Ghosts“ - 2022 „The Wonders Still Awaiting“ (EP album) - 2023 „Two Wolds“ (EP album) - 2023 „My Course in My Redemption“ - 2024 „Universal“ - 2024 „No Time To Live Forever“ | Singly - 2023 „The Hourglass“ (se skupinou Mortemia) - 2024 „Counterfate“ (se skupinou Pinhead) - 2024 „As Night Descends“ (se skupinou Aria Blake) |